# Komujärvi (sjö i Mellersta Finland)
Komujärvi är en sjö i Finland. Den ligger i kommunen Viitasaari i landskapet Mellersta Finland, i den centrala delen av landet, 300 km norr om huvudstaden Helsingfors. Komujärvi ligger 106,4 meter över havet. I omgivningarna runt Komujärvi växer i huvudsak blandskog. Den är 19 meter djup. Arean är 1,87 kvadratkilometer och strandlinjen är 16,66 kilometer lång. Sjön  ingår i Kymmene älvs huvudavrinningsområde. 